# Erli
Erli es una localidad y comune italiana de la provincia de Savona, región de Liguria, con 269 habitantes.

## Evolución demográfica
| Gráfica de evolución demográfica de Erli entre 1861 y 2001 |
|                                                            |
| Fuente ISTAT - elaboración gráfica de Wikipedia            |